# Asociația Revoluționarilor Fără Privilegii
Asociația Revoluționarilor Fără Privilegii este o asociație din București formată din luptători în revoluția română din 1989 care nu au beneficiat și nu doresc să beneficieze de privilegiile oferite de legislația română (Legea 42/1990, ulterior Legea 341/2004 - Legea recunoștinței față de eroii-martiri și luptătorii care au contribuit la victoria Revoluției române din decembrie 1989).
Dintre prevederile acestei legi se remarcă:
- Art. 5, pct. c, prin care deținătorilor de brevet li se permite cumpărarea sau închirierea cu prioritate, fără licitație, din fondul de stat, a unui spațiu comercial sau de prestări servicii corespunzător, cu o suprafață utilă de până la 100 mp...;
- Art. 5, pct. g: atribuirea, în limita posibilităților, în proprietate și cu clauza de neînstrăinare timp de 10 ani de la data dobândirii, a 10.000 mp de teren în extravilan și 500 mp de teren în intravilan....

Asociația urmărește ca avantajele materiale acordate prin lege revoluționarilor să fie menținute doar pentru familiile celor uciși în evenimentele din decembrie 1989.

## Înființare
Asociația s-a înființat în 2003.

## Sediu
Sediul asociației este în București.

## Membrii
Membri ai Asociației pot fi cei care au participat la demonstrațiile din decembrie 1989, au luptat împotriva comunismului pentru libertate, cei care au fost arestați sau izolați pe motive politice cu ocazia acelor evenimente și care nu au pretins, solicitat sau beneficiat de privilegii materiale, precum și "revoluționarii cu certificat (brevet)" care nu au solicitat sau beneficiat de avantajele materiale oferite de "certificatul (brevetul) de revoluționar".

## Conducere, personalități notabile
- Președinte: Radu Filipescu.
- Vicepreședinți: Ion Caramitru, Dan Pavel
- Personalități notabile printre membrii asociației: Marius Oprea, Victor Rebengiuc, Stelian Tănase, Brîndușa Armanca.[3]

## Obiective
Obiectivele declarate ale asociației sînt:
1. Aflarea și aducerea la cunostința publică a adevărului despre evenimentele din decembrie 1989, denunțarea profitorilor lor;
2. Sprijinirea familiilor martirilor revoluției;
3. Sprijinirea celor răniți în revoluție;
4. Realizarea unor studii istorice, strîngerea de documente și mărturii cu privire la Revoluția din decembrie 1989;
5. Descurajarea și denunțarea imposturii și spiritului mercantil ale celor ce revendică statutul de revoluționar în scopul obținerii de foloase materiale;
6. Anularea articolelor din legea revoluționarilor privind drepturile celor care nu au fost răniți, urmăriți și condamnați pentru activități anticomuniste înainte și în timpul Revoluției din decembrie 1989;
7. Organizarea de activități economico-sociale în legătură cu scopurile asociației